# Crystal City (Texas)
Crystal City è un comune (city) degli Stati Uniti d'America e capoluogo della contea di Zavala nello Stato del Texas. La popolazione era di 7 138 abitanti al censimento del 2010. Fu fondata come comunità di agricoltori e allevatori e fu un'importante stazione ferroviaria a 110 miglia (180 km) da San Antonio. Gli spinaci sono diventati una coltura importante e la città si è promossa come "capitale mondiale degli spinaci". Durante la seconda guerra mondiale, qui si trovava un grande campo di internamento. La città è anche degna di nota nella storia dell'autodeterminazione politica messicana-statunitense per la fondazione del La Raza Unida Party.

## Geografia fisica
Secondo lo United States Census Bureau, la città ha una superficie totale di 9,46 km², dei quali 9,44 km² di territorio e 0,02 km² di acque interne (0,19% del totale).

## Società

### Evoluzione demografica
Secondo il censimento del 2010, la popolazione era di 7 138 abitanti.

### Etnie e minoranze straniere
Secondo il censimento del 2010, la composizione etnica della città era formata dall'88,33% di bianchi, lo 0,84% di afroamericani, lo 0,35% di nativi americani, lo 0,03% di asiatici, lo 0,1% di oceanici, il 9,12% di altre razze, e l'1,23% di due o più etnie. Ispanici o latinos di qualunque razza erano il 97,09% della popolazione.